# Marineland na Florydzie

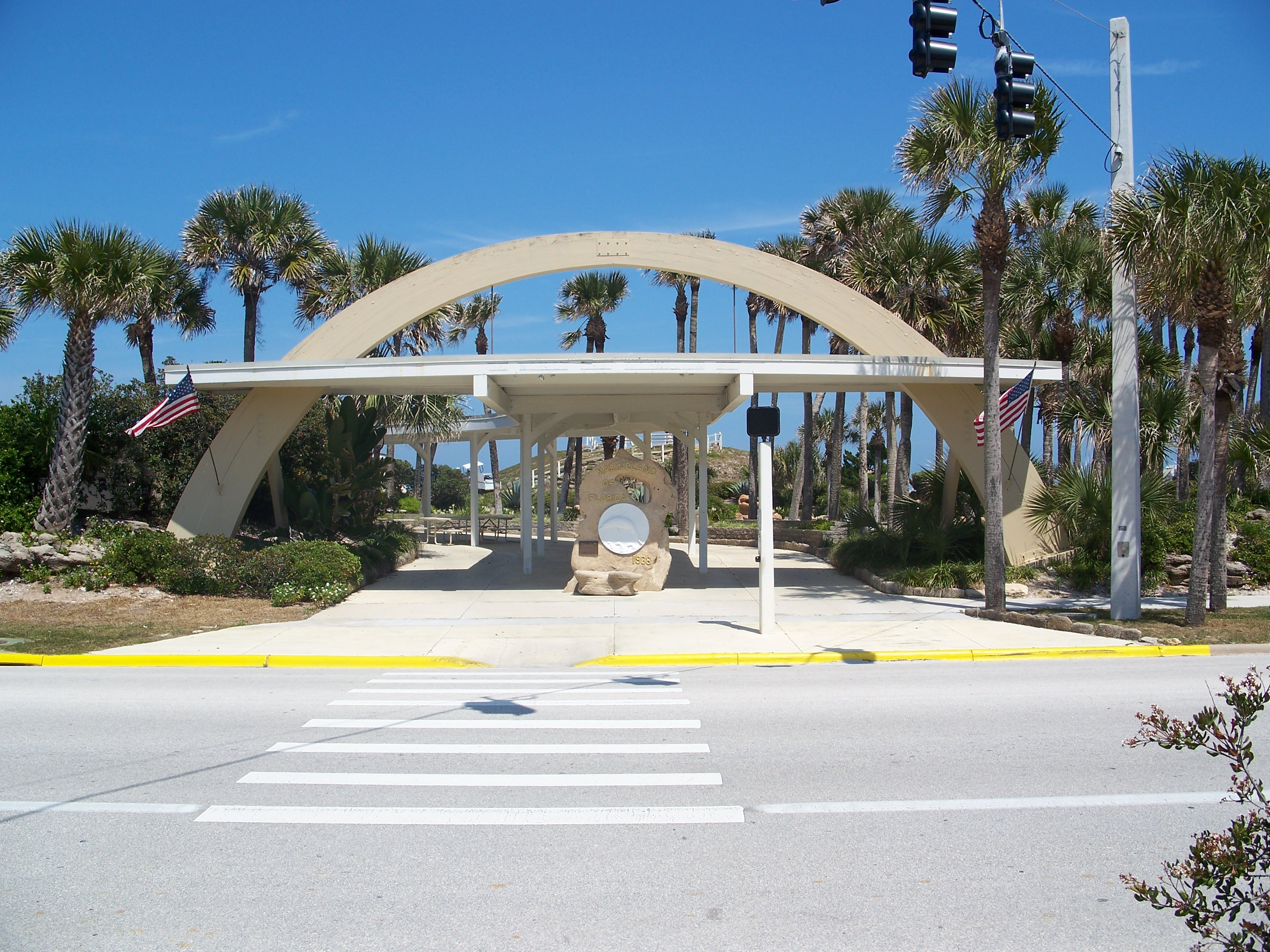
Marineland of Florida, wejście główne

Marineland of Florida – morski park rozrywki położony niemal w całości w miejscowości Marineland i tylko w niewielkiej części w miejscowości St. Augustine w stanie Floryda. Powstał w 1938 jako oceanarium pod nazwą Marine Studios, ponownie otwarty w 2006 (po 2-letnim remoncie), a od początku 2011 roku wykupiony przez Georgia Aquarium (największe akwarium na świecie). Charakterystyczną atrakcją parki jest możliwość kąpieli w basenie z delfinami.